# 分子磁石
分子磁石（ぶんしじしゃく）は、強磁性体の現象を理解する際に用いられる概念。

## 概要
強磁性体において物質の内部、特に分子自体に極めて小さな永久磁石が備わっており、普段はその方向が異なるため磁力が生じることはないが、磁界の内部に置くと向きを揃え磁性が現れるとする概念。この概念を用いると、両端にある磁極の磁気量が等しいことや磁気飽和などの単純な磁化現象は説明できるが電流と磁性との関係を説明できないという欠点がある。

## 文献
- 物理事典(旺文社)